# Empire Awards 2018
La 23ª edizione degli Empire Awards o 23ª edizione degli Jameson Empire Awards, organizzata dalla rivista cinematografica inglese Empire, si è svolta il 18 marzo 2018 a Londra, presso la Roundhouse, ed ha premiato i film che sono usciti nel 2017.

## Vincitori e candidati
I vincitori sono indicati in grassetto, a seguire gli altri candidati.
 Miglior film 
- Star Wars: Gli ultimi Jedi (Star Wars: The Last Jedi), regia di Rian Johnson
- Chiamami col tuo nome (Call Me by Your Name), regia di Luca Guadagnino
- Scappa - Get Out (Get Out), regia di Jordan Peele
- Thor: Ragnarok, regia di Taika Waititi
- Wonder Woman, regia di Patty Jenkins

 Miglior film britannico 
- La terra di Dio - God's Own Country (God's Own Country), regia di Francis Lee
- Dunkirk, regia di Christopher Nolan
- Morto Stalin, se ne fa un altro (The Death of Stalin), regia di Armando Iannucci
- L'ora più buia (Darkest Hour), regia di Joe Wright
- Paddington 2, regia di Paul King

 Miglior attore 
- Hugh Jackman - Logan: The Wolverine (Logan)
- John Boyega - Star Wars: Gli ultimi Jedi (Star Wars: The Last Jedi)
- Armie Hammer - Chiamami col tuo nome (Call Me by Your Name)
- Gary Oldman - L'ora più buia (Darkest Hour)
- Andy Serkis - The War - Il pianeta delle scimmie (War for the Planet of the Apes)

 Miglior attrice 
- Daisy Ridley - Star Wars: Gli ultimi Jedi (Star Wars: The Last Jedi)
- Gal Gadot - Wonder Woman
- Tiffany Haddish - Il viaggio delle ragazze (Girls Trip)
- Frances McDormand - Tre manifesti a Ebbing, Missouri (Three Billboards Outside Ebbing, Missouri)
- Emma Watson - La bella e la bestia (Beauty and the Beast)

 Miglior regista 
- Rian Johnson - Star Wars: Gli ultimi Jedi (Star Wars: The Last Jedi)
- Patty Jenkins - Wonder Woman
- Jordan Peele - Scappa - Get Out (Get Out)
- Taika Waititi - Thor: Ragnarok
- Edgar Wright - Baby Driver - Il genio della fuga (Baby Driver)

 Miglior debutto maschile 
- Josh O'Connor - La terra di Dio - God's Own Country (God's Own Country)
- Timothée Chalamet - Chiamami col tuo nome (Call Me by Your Name)
- Ansel Elgort - Baby Driver - Il genio della fuga (Baby Driver)
- Daniel Kaluuya - Scappa - Get Out (Get Out)
- Fionn Whitehead - Dunkirk

 Miglior debutto femminile 
- Dafne Keen - Logan: The Wolverine (Logan)
- Emily Beecham - Daphne
- Florence Pugh - Lady Macbeth
- Tessa Thompson - Thor: Ragnarok
- Kelly Marie Tran - Star Wars: Gli ultimi Jedi (Star Wars: The Last Jedi)

 Miglior thriller 
- Kingsman - Il cerchio d'oro (Kingsman: The Golden Circle), regia di Matthew Vaughn
- Agassi (아가씨), regia di Park Chan-wook
- Baby Driver - Il genio della fuga (Baby Driver), regia di Edgar Wright
- John Wick - Capitolo 2 (John Wick: Chapter 2), regia di Chad Stahelski
- Tre manifesti a Ebbing, Missouri (Three Billboards Outside Ebbing, Missouri), regia di Martin McDonagh

 Miglior horror 
- Scappa - Get Out (Get Out), regia di Jordan Peele
- Autopsy (The Autopsy of Jane Doe), regia di André Øvredal
- It (It: Chapter One), regia di Andrés Muschietti
- Madre! (Mother!), regia di Darren Aronofsky
- Split, regia di M. Night Shyamalan

 Miglior sci-fi/fantasy 
- Wonder Woman, regia di Patty Jenkins
- Blade Runner 2049, regia di Denis Villeneuve
- Logan: The Wolverine (Logan), regia di James Mangold
- Star Wars: Gli ultimi Jedi (Star Wars: The Last Jedi), regia di Rian Johnson
- Thor: Ragnarok, regia di Taika Waititi

 Miglior commedia 
- Morto Stalin, se ne fa un altro (The Death of Stalin), regia di Armando Iannucci
- The Big Sick - Il matrimonio si può evitare... l'amore no (The Big Sick), regia di Michael Showalter
- The Disaster Artist, regia di James Franco
- Vi presento Toni Erdmann (Toni Erdmann), regia di Maren Ade
- Il viaggio delle ragazze (Girls Trip), regia di Malcolm D. Lee

 Miglior film d'animazione 
- Coco, regia di Lee Unkrich e Adrian Molina
- Capitan Mutanda - Il film (Captain Underpants: The First Epic Movie), regia di David Soren
- LEGO Batman - Il film (The Lego Batman Movie), regia di Chris McKay
- La mia vita da Zucchina (Ma vie de Courgette), regia di Claude Barras.
- La tartaruga rossa (La tortue rouge), regia di Michaël Dudok de Wit

 Miglior documentario 
- I Am Not Your Negro, regia di Raoul Peck
- I Called Him Morgan, regia di Kasper Collin
- City Of Ghosts, regia di Matthew Heineman
- Jim & Andy: The Great Beyond - Featuring a Very Special, Contractually Obligated Mention of Tony Clifton, regia di Chris Smith
- Una scomoda verità 2 (An Inconvenient Sequel), regia di Bonni Cohen e Jon Shenk

 Miglior sceneggiatura 
- Jordan Peele  - Scappa - Get Out (Get Out)
- James Ivory - Chiamami col tuo nome (Call Me by Your Name)
- Francis Lee - La terra di Dio - God's Own Country (God's Own Country)
- Armando Iannucci, David Schneider, Ian Martin e Peter Fellows - Morto Stalin, se ne fa un altro (The Death of Stalin)
- Martin McDonagh - Tre manifesti a Ebbing, Missouri (Three Billboards Outside Ebbing, Missouri)

 Miglior colonna sonora 
- Baby Driver - Il genio della fuga (Baby Driver)
- La bella e la bestia (Beauty and the Beast)
- Chiamami col tuo nome (Call Me by Your Name)
- Guardiani della Galassia Vol. 2 (Guardians of the Galaxy Vol. 2)
- La truffa dei Logan (Logan Lucky)

 Migliori costumi 
- Michael Kaplan - Star Wars: Gli ultimi Jedi (Star Wars: The Last Jedi)
- Ellen Mirojnick - The Greatest Showman
- Alexandra Byrne - Guardiani della Galassia Vol. 2 (Guardians of the Galaxy Vol. 2)
- Morto Stalin, se ne fa un altro (The Death of Stalin)
- Mayes C. Rube - Thor: Ragnarok

 Miglior trucco e acconciatura 
- La bella e la bestia (Beauty and the Beast)
- Assassinio sull'Orient Express (Murder on the Orient Express)
- Ghost In The Shell
- The Greatest Showman
- Thor: Ragnarok

 Migliori effetti visivi 
- Star Wars: Gli ultimi Jedi (Star Wars: The Last Jedi)
- Ghost In The Shell
- Guardiani della Galassia Vol. 2 (Guardians of the Galaxy Vol. 2)
- Thor: Ragnarok
- The War - Il pianeta delle scimmie (War for the Planet of the Apes)

 Miglior scenografia 
- Baby Driver - Il genio della fuga (Baby Driver)
- Dunkirk
- Guardiani della Galassia Vol. 2 (Guardians of the Galaxy Vol. 2)
- Star Wars: Gli ultimi Jedi (Star Wars: The Last Jedi)
- Thor: Ragnarok

 Miglior serie televisiva 
- The Crown
- Big Little Lies - Piccole grandi bugie (Big Little Lies)
- The Handmaid’s Tale
- Stranger Things
- Twin Peaks

 Miglior attrice in una serie televisiva 
- Nicole Kidman - Big Little Lies - Piccole grandi bugie (Big Little Lies)
- Millie Bobby Brown - Stranger Things
- Claire Foy - The Crown
- Elisabeth Moss - The Handmaid’s Tale
- Reese Witherspoon - Big Little Lies - Piccole grandi bugie (Big Little Lies)

 Miglior attore in una serie televisiva 
- Jason Isaacs - Star Trek: Discovery
- Kyle MacLachlan - Twin Peaks
- Alexander Skarsgård - Big Little Lies - Piccole grandi bugie (Big Little Lies)
- Matt Smith - The Crown
- Dan Stevens - Legion

## Premi onorari
- Empire Visionary Award: Edgar Wright
- Empire Inspiration Award: Amma Asante
- Empire Icon Award: Mark Hamill
- Legend of Our Lifetime Award: Steven Spielberg[6]